# Гренвил Ајланд
Острво Гренвил или Гренвил Ајланд (енгл. Granville Island), полуострво је у Ванкуверу, Британска Колумбија, Канада, својеврсни је трговачки, туристички и уметнички центар. 
Налази се са друге стране Фалс Крика у односу на центар града Ванкувера, под јужним крајем моста Гренвил. 
Због повољног положаја у односу на град а на обали, приступачној бродовима, почетком двадесетог века на полуострву, су почеле да се граде: пилане, стоваришта и фабрике .
Полуострво је све до 1970. године било инодустријско-производно подручје . Од тада је почело да постепено мења намену тако да је данас центар за туризам, културу и забаву у Ванкуверу са популарним називом "острво". 
На острву послује око 300 предузећа и објеката (субјеката) који запошљавају више од 3000 људи и остварују велики промет сваке године. 
Ту се између осталог налазе: продавнице, ресторани, галерије, производно-уметничко-продајне радионице, театар... Током године се ту одржавају разне:туристиче и културно уметничке манифестације на отвореном...

### Уметност и култура: објекти и манифестације
На острву се налази велики број уметничких атељеа и галерија у којима уметници стварају своја дела пред публиком а уметничке или продајне изложбе су ту одмах поред ствараоца. Постоје театри са редовним програмом и разним другим садржајима. Током године се редовно одржавају фестивали и смотре на позорници или обали, пред пролазницима, купцима или туристима.
- Театар
- Фестивал уживо пред посетиоцима

### Галерије"Првих народа"
На острву се налази велики број галерија, посебних изложби или експоната староседеоца, "домаћих индијанаца", "абориџина" (домородаца) или "Становника првих народа" (како их у Канади званично називају). Ту се може наћи: одећа, обућа, шалови, украсне кесе, накит и други одевни предмети у духу стаоседеоца или разни резбарени предмети од дрвета: маске, тотеми, фигуре, инструменти, алати... Уметнички предмети су разних величина од разног материјала обојени живописним бојама.
- "Игл спирит галерија" галерија"Првих народа" ("домаћих индијанаца")
- "Инукшук" галерија"Првих народа" староседеоца [6]

### Уметничке галерије
Поред "класичних" ресторана и продавница на острву се налази велики број специјализованих Галерија са украсним предметима од разних материјала (стакло, кристал, гвожђе, керамика...). Поред јувелира ту су и разне уметничке радионице где стално или повремено раде уметници из Канаде али и из: Еквадора, Перуа, Боливије и Зимбабвеа. Поред украсних предмета велики је избор одевних предмета а између осталих су ту: мараме, шалови, рукавице, новчанци, каишеви и торбице разних величина.
- Експонати у галерији "Миран"
- Галерија "Укама", уметника из Зимбабвеа [7]

### Уметничко ковачка радионица
Један од интересантних и атрактивних објеката је Ковачка радионица. Ковачница има стандардну опрему: чекиће разних врста, наковањ, стеге као и друге уређаје, машине и алате за обраду гвожђа и других метала. Поред тога у радионици се налазе разни предмети и украси од гвожђа и других метала. Туристима и посетиоцима се пружа могућност да на лицу места гледају сам процес обраде гвожђа или да купе неки од готових углавном уметничких предмета од гвожђа.
- Украсни предмети у ковачници
- Украси од гвожђа и разних метала

### Уметничке галерије стакла и кристала
У уметничко производно-продајним радионицама-галеријама се на лицу места производе разни уметнички предмети од стакла. Изложен је велики број разних уметничких предмета и украса од стакла и кристала:

Поред боца или чаша од стакла ту су још уметнички предмети у разним бојама од: керамике, кристала, стакла, пластике и других материјала: шоље, тацне, тањири, бокали, вазе, саксије, перле, огрлице, минђуше, наруквице...

### Продавница сувенира "Кутак за змајеве"
Једна од интересантних је галерија и продавница са предметима, украсима и сувенирима у облику змајева, вилењака и других "јунака" из бајки или цртаних филмова. Ту се могу наћи разни предмети за љубитеље маште и магије: књиге, игрице, "чаробни штапићи", шпилови карата, шах гарнитуре, маске, "оружја", накит... Продавница има занимљив назив који би у слободном преводу гласио "Кутак за змајеве".

### Производња и продаја метли "Брумко"
У продајно-производној радионици за праизводњу и продају метли "Брумко" се метле производе на традиционални начин од природних "старих" материјала. Поред метли разних облика и величина (продајни експонати) ту се налазе машине за сечење и шивење метли. Посетиоци, туристи и купци могу на лицу места да виде историју радионице и сам процес производње, прављења, метли. То је породична фирма где се знање преноси "са колена на колено" годинама. На зидовима се могу видети старе фотографије, исечци из новина и признања из "историје" радионице од 1927. године па до данас.
- Разне метле
- Машина за производњу метли на лицу места

### Стари објекти
Остали су још неки индустријски објекти из прошлости, када се ту биле разне фабрике и радионице, прерађивало се дрво и довозио и прерађивао грађевински материјал. Преостали индустријски и грађевински објекти и постројења су вешто уклопљени у постојећи амбијент тако да су својеврсна туристичка атракција од којих су најинтересантнији: бивша пивара и грађевинско стовариште.
Силоси за цемент и грађевински материјал су на обали а обојеним су лепим муралима. Стовариште је ограђено интересантном оградом а машине, мешалице и камиони су у стоваришту су такође уметнички обојени. Складиште се налази на обали тако да је утовар и истовар могућ и са воде и са копна.
Од некадашње велике пиваре већи део је измештен у даљи део града а ту је остала само једна зграда где се "прави пиво" (у мањим количинама), точи и продаје. 
- Силоси за цемент украшени муралима
- Од старе пиваре осто је један објекат за производњу, продају пива и ресторан